# Hacedor de estrellas
Hacedor de estrellas es una novela de ciencia ficción escrita por el inglés Olaf Stapledon en 1937.
De esta obra, Jorge Luis Borges dijo:
«Hacedor de estrellas es, además de una prodigiosa novela, un sistema probable o verosímil de la pluralidad de los mundos y de su dramática historia».

## Influencias
El hacedor de estrellas, como otros libros de Stapledon ha sido la fuente de influencia para autores de la talla de James Blish, Isaac Asimov y Arthur C. Clarke (que han reconocido su deuda con él, después de H. G. Wells), y de películas como La Guerra de las Galaxias y Star Trek. Muchas ideas básicas de la literatura de Ciencia Ficción encuentran sus orígenes en esta obra. Eric Frank Russell y Theodore Sturgeon han escrito acerca de razas simbióticas; Robert A. Heinlein, Clifford D. Simak e Isaac Asimov acerca de los imperios estelares, y los científicos Fred Hoyle y Arthur C. Clarke sobre estrellas y nebulosas inteligentes, todos temas stapledonianos.
Sus libros están plagados de un fuerte contenido científico y detalles sobre sus mundos, todos ellos más que novelas, son ensayos filosóficos que rondan el existencialismo (aunque siempre está la duda). Stapledon es un adelantado de su tiempo, tocó temas como la ingeniería genética, la ecología y la clonación mucho antes de que fueran tomadas en cuenta por la sociedad de su tiempo. Por ello y más, Stapledon es considerado un clásico en materia de ciencia ficción.